# Xanthosoma latestigmatum
Xanthosoma latestigmatum är en kallaväxtart som beskrevs av Josef Bogner och Eduardo G. Gonçalves. Xanthosoma latestigmatum ingår i släktet Xanthosoma och familjen kallaväxter.
Artens utbredningsområde är Venezuela. Inga underarter finns listade.